# Sa laurera
Sa laurera. Il lavoro contadino in Sardegna è una monografia demo-etno-antropologica scritta da Giulio Angioni, pubblicata nel 1976 e nel 1982 da EDeS e nel 2003 da Il Maestrale.
Sa laurera (in sardo "l'agricoltura"), una delle più significative produzioni della Scuola antropologica di Cagliari, è una documentazione precisa delle operazioni, dell'attrezzatura, dei tempi e modi del lavoro contadino e del suo lessico (con illustrazioni originali) propri della Sardigna tradizionale, cioè di prima della grande trasformazione avvenuta soprattutto nella seconda metà del Novecento.
Sa laurera è da porre in sinergia con altri libri di Giulio Angioni sulla vita agro-pastorale sarda: Rapporti di produzione e cultura subalterna: contadini in Sardegna, EDeS, 1974; I pascoli erranti: antropologia del pastore in Sardegna, Liguori, 1989; L'architettura popolare in Italia: Sardegna (con A. Sanna), Laterza, 1988; Pane e formaggio e altre cose di Sardegna, Zonza, 2002.